# Uhla pstrodzioba
Uhla pstrodzioba, uhla amerykańska (Melanitta perspicillata) – gatunek dużego lub średniego ptaka wodnego z rodziny kaczkowatych (Anatidae), zamieszkujący Amerykę Północną. Nie wyróżnia się podgatunków.

## Zasięg występowania
Zamieszkuje Amerykę Północną od zachodniej Alaski przez środkową Kanadę po półwysep Labrador. Zimuje na wybrzeżach Ameryki Północnej – zachodnim od Aleutów i południowej Alaski po Kalifornię Dolną (Meksyk) i na wschodnim po Karolinę Południową, rzadko dalej na południe po Florydę i północne wybrzeża Zatoki Meksykańskiej oraz nad Wielkimi Jeziorami. Okazyjnie pojawia się w północno-wschodniej Syberii, w głębi lądu w USA i Meksyku, na Antylach, Grenlandii, Hawajach, Bermudach, Azorach, Japonii oraz w północnej i środkowej Europie. W Polsce nie pojawia się.

## Morfologia
Cechy gatunkuSamiec czarny, z białymi plamami na czole i potylicy. Dziób duży, z pomarańczowoczerwonym grzbietem, żółtym końcem, białymi bokami. Po bokach dzioba czarne plamy. Samica brązowa z szarą plamą na podgardlu, jaśniejszą u nasady dzioba i za okiem, brzuch szarawy. Dziób szary z czarną plamą na boku.
Wymiary średniedł. ciała ok. 45–55 cm
rozpiętość skrzydeł ok. 80–90 cm
masa ciała ok. 800–1200 g

## Tryb życia
BiotopŚródlądowe zbiorniki wodne lasotundry. Podczas przelotów zatrzymuje się nad rzekami i jeziorami. Zimuje w estuariach i płytkich zatokach.
GniazdoZagłębienie w ziemi na suchym lądzie, nieraz w znacznej odległości od wody.
LęgiW ciągu roku wyprowadza jeden lęg, składając w maju–lipcu 5 do 9 kremowych lub różowawych jaj o średnich wymiarach 67 × 53 mm i średniej masie 80 g. Jaja wysiadywane są przez okres około 27–28 dni przez samicę. Pisklęta wkrótce po wykluciu opuszczają gniazdo i udają się na wodę; są wodzone przez samicę, ale pokarm zdobywają samodzielnie.
PożywienieDrobne zwierzęta (głównie mięczaki, ale też skorupiaki, owady wodne, szkarłupnie, morskie robaki czy małe rybki), z małą domieszką roślin. Pokarm zdobywa, głównie nurkując.

## Status
Międzynarodowa Unia Ochrony Przyrody (IUCN) uznaje uhlę pstrodziobą za gatunek najmniejszej troski (LC – Least Concern) nieprzerwanie od 1988 roku. Liczebność światowej populacji w 2006 roku szacowano na 250 000 – 1 300 000 osobników. Trend liczebności populacji jest malejący.